# 現觀莊嚴論
《現觀莊嚴論》，又稱《般若經論現觀莊嚴頌》，全名《般若波羅密多要訣現觀莊嚴論頌》或稱《現觀莊嚴般若波羅蜜多優波提舍論》，為頌偈體的《大品般若經》註解書，相傳為彌勒菩薩所造，由無著傳出。最早得到此論並加以宏揚的是解脫軍，但是解脫軍得到此論的傳承過程，後世並不清楚。
藏傳佛教認為此論為彌勒五論之一，在藏傳佛教中相當受到重視。最早將此論漢譯的人為近代法尊法師，但是他只作摘譯。

## 歷史
相傳此論為彌勒所造，傳無著，並由無著作註疏。此論在無著之後的傳承過程並不清楚，目前所見的版本是由僧護弟子解脫軍傳出。融合瑜伽行派與中觀派的見解，為順瑜伽行中觀派的先聲。在中後期的印度佛教及西藏皆受到重視。

## 简介
它包括了八個現觀和七十個要義的口訣，七十要義之下又細分出一千二百細目，總攝《大品般若經》的要義。
格魯派將它列為獲得格西學位必修的五部大論之一，需要以五年時間來學習。

## 註疏家
在印度，最早為此論作注疏的論師，是中觀派的解脫軍，他的註疏被保存在《西藏大藏經》中。在解脫軍之後，弘揚此論的著名學者為獅子賢，他曾為此論造了五部注疏，《西藏大藏經》保存了其中四部。其中以《現觀論明義釋》言簡意賅，最受西藏學者歡迎。
宗喀巴根據《現觀論明義釋》造了《現觀論金鬘疏》，也成為宗喀巴重要的著作之一。

## 漢譯版本
民初法尊法師漢譯《現觀莊嚴論略釋》，但是只譯出本頌部份，並未全譯。

## 考證
對於《現觀莊嚴論》的作者，學術界對於這個問題頗多爭議，約略可歸納為三種看法：
1. 彌勒菩薩（Maitreya）的作品，傳授給無著，此為傳統印、藏佛教注疏的看法。
2. 「彌勒五論」是無著所作。無著一系的人，為了增其權威性，所以宣稱是彌勒菩薩所作傳給無著。
3. 作「彌勒五論」的彌勒，非天上的菩薩，而是無著在人間的老師。宇井伯壽、杜齊（Tucci）持此看法。

呂澂主張無著、世親以前，應該有一批瑜伽師，為無著、世親學說的來源。釋如石進一步認為本論的作者，可能就是無著學說所自的那批瑜伽師之一。
印順法師認為解脫軍的事跡闇昧傳奇師承不明，再加以玄奘、義淨都沒提到解脫軍與此論，本論又立四身說，進而主張解脫軍可能與護法、月稱同一時代（西元五世紀末，或六世紀初），「現觀莊嚴論」亦成立於此一時期。